# Prionus aztecus
Prionus aztecus är en skalbaggsart som beskrevs av Thomas Casey 1912. Prionus aztecus ingår i släktet Prionus och familjen långhorningar. Inga underarter finns listade i Catalogue of Life.